# Glamorgan Spring Bay Municipality
Koordinaten: 42° 8′ S, 148° 5′ O

Die Glamorgan Spring Bay Municipality ist ein lokales Verwaltungsgebiet (LGA) im australischen Bundesstaat Tasmanien. Das Gebiet ist 2522 km² groß und hat etwa 4400 Einwohner (2016).
Glamorgan Spring Bay liegt an der zentralen Ostküste der Insel etwa 65 Kilometer nordöstlich der Hauptstadt Hobart. Das Gebiet umfasst 13 Ortsteile und Ortschaften: Apslawn, Bicheno, Buckland, Coles Bay, Cranbrook, Dolphin Sands, Little Swanport, Orford, Pontypool, Rheban, Spring Beach, Swansea und Triabunna. Der Sitz des City Councils befindet sich in Triabunna in der Südhälfte der LGA, wo etwa 750 Einwohner leben (2016).

## Verwaltung
Der Glamorgan Spring Bay Council hat neun Mitglieder. Der Mayor (Bürgermeister), sein Deputy (Stellvertreter) und sieben Councillor werden direkt von den Bewohnern der LGA gewählt. Glamorgan Spring Bay ist nicht in Bezirke untergliedert.